# Kambja kommun
Kambja kommun (estniska: Kambja vald) är en kommun i landskapet Tartumaa i sydöstra Estland. Kommunen ligger cirka 180 kilometer sydöst om huvudstaden Tallinn. Småköpingen Ülenurme utgör kommunens centralort.
Den 21 oktober 2017 uppgick Ülenurme kommun i Kambja kommun.

## Orter
I Saarde kommun finns fem småköpingar samt 40 byar.

### Småköpingar
- Kambja
- Külitse
- Räni
- Tõrvandi
- Ülenurme

### Byar
- Aakaru
- Ivaste
- Kaatsi
- Kammeri
- Kavandu
- Kodijärve
- Kullaga
- Kõrkküla
- Laane
- Lalli
- Lemmatsi
- Lepiku
- Läti
- Madise
- Mäeküla
- Oomiste
- Paali
- Palumäe
- Pangodi
- Pulli
- Pühi
- Raanitsa
- Rebase
- Reola
- Reolasoo
- Riiviku
- Sipe
- Sirvaku
- Soinaste
- Soosilla
- Sulu
- Suure-Kambja
- Talvikese
- Tatra
- Täsvere
- Uhti
- Vana-Kuuste
- Virulase
- Visnapuu
- Õssu